# Smash (album de The Offspring)
Pour les articles homonymes, voir Smash (homonymie).
Albums de The Offspring
Ignition
(1992) Ixnay on the Hombre
(1997)
Singles
1. Come Out and Play
Sortie : 10 mars 1994
2. Self Esteem
Sortie : 22 décembre 1994
3. Gotta Get Away
Sortie : 2 février 1995

Smash est le troisième album studio du groupe californien de punk rock The Offspring, sorti le 8 avril 1994 sur le label Epitaph et a été produit par Thom Wilson.
C'est avec cet album, porté par les singles Come Out and Play et Self Esteem, que le groupe devient célèbre dans le monde entier. Bien accueilli par la critique, il est considéré, avec Dookie de Green Day, sorti la même année, comme l'un des deux albums ayant relancé l'intérêt du grand public pour le punk et ayant ouvert la voie à d'autres groupes de ce genre musical. Il est le dernier album du groupe pour le label indépendant Epitaph, le groupe signant après sa sortie avec Columbia Records.
Il atteint notamment la 4e place du classement Billboard 200 aux États-Unis, pays dans lequel il est six fois disque de platine, et il est certifié au moins disque de platine dans plusieurs autres pays. Vendu à plus de onze millions d'exemplaires à travers le monde, c'est l'album qui détient le record de ventes pour un label indépendant.

## Enregistrement
Après la tournée ayant accompagné la sortie de l'album Ignition (1992), les membres du groupe The Offspring commencent à écrire de nouvelles chansons vers le milieu de l'année 1993. Les sessions d'enregistrement de leur troisième album se déroulent sur trois semaines entre janvier et février 1994 aux studios Track Record de North Hollywood. Entre deux sessions d'enregistrement, les studios sont endommagés par le séisme de 1994 à Northridge. Le groupe travaille avec le producteur Thom Wilson, qui a déjà produit leurs deux premiers albums, mais des tensions surgissent pendant les sessions car Wilson estime que la formation s'éloigne trop du style punk. Plusieurs chansons sont écrites par Dexter Holland dans les embouteillages quotidiens lorsqu'il fait le trajet de son domicile jusqu'au studio, et les chansons It'll Be a Long Time et Smash sont écrites dans l'urgence juste avant la fin des sessions. Come Out and Play est la dernière chanson à être enregistrée, Dexter Holland cachant jusqu'au dernier moment aux autres membres du groupe qu'il a décidé d'y ajouter un riff aux sonorités moyen-orientales et une voix, celle de leur ami Jason McLean, répétant plusieurs fois la phrase « You gotta keep 'em separated » car il pensait qu'ils allaient rejeter son idée. Le coût total d'enregistrement de l'album s'élève à 20 000 $, le groupe obtenant un rabais en concluant un accord par lequel ils doivent céder la priorité à chaque fois qu'un groupe payant le tarif normal souhaite utiliser le studio.

## Parution et accueil

### Sortie et succès commercial
Alors qu'Ignition, l'album précédent du groupe, s'est vendu à environ 50 000 exemplaires, Epitaph espère en vendre le triple avec Smash. Les ventes dépassent toutes leurs espérances car l'album dépasse le million d'exemplaires vendus en quatre mois. L'album atteint la 4e place au Billboard 200. Il s'est par ailleurs notamment classé numéro un des ventes en Australie, deuxième en Autriche, en Belgique et en Finlande, et troisième au Canada, en Suède et en Suisse.
C'est l'album du groupe qui a connu le plus grand succès, juste devant Americana, avec des ventes mondiales annoncées à onze millions d'exemplaires, dont six millions aux États-Unis,. Il est aussi l'album ayant réalisé les meilleures ventes mondiales sur un label indépendant.
Le single Come Out and Play a atteint la première place du classement musical Modern Rock Tracks de Billboard, alors que les singles suivants, Self Esteem et Gotta Get Away, ont respectivement atteint la 4e et la 6e place de ce même classement.

### Accueil critique
Stephen Erlewine, d'AllMusic, lui donne la note de 4,5/5, écrivant que le groupe combine un son heavy metal à une attitude punk et que, même si les autres chansons ne sont pas aussi « implacablement accrocheuses » que les singles, l'album dans son entier est solide et parcouru de riffs puissants. Pour Mike Stagno, du site Sputnikmusic, qui lui donne la note de 4/5 et recommande particulièrement les chansons Smash, Come Out and Play, Something to Believe In, Self-Esteem, Nitro (Youth Energy) et It'll Be a Long Time, l'album combine « un tempo rapide, un punk rock très énergique, une excellente écriture de textes et le caractère accrocheur du pop punk ». Brendan Riley, de Stereogum, évoque un album au son beaucoup plus brut que Dookie avec des textes plus sombres et plus matures, des riffs ravageurs et des mélodies accrocheuses étrangement transcendées par les talents limités de chanteur de Dexter Holland. Pour Robert Hilburn, du Los Angeles Times, qui lui donne la note de 3/4, l'album est principalement destiné à la jeunesse mais le message que veut faire passer le groupe est convaincant.
Greg Kot, de Rolling Stone, lui donne la note de 3/5, estimant que c'est un album divertissant et qui arrive à dépasser les conventions de son style musical mais « qu'aucune chanson n'est assez rapide ou inventive pour faire oublier les accents pleurnicheurs de la voix de Dexter Holland ». David Browne, d'Entertainment Weekly, lui donne la note de B-, considérant que c'est du « surf-punk metal » accrocheur mais ni particulièrement novateur ni subversif.

## Tournée
Le groupe joue plus de 200 concerts entre mai 1994 et août 1995, principalement en Amérique du Nord et en Europe mais aussi en Australie et au Japon. En 2014, la formation donne une série de concerts pour fêter le 20e anniversaire de la sortie de l'album, jouant pour l'occasion celui-ci dans son intégralité.

## Caractéristiques artistiques

### Thèmes et compositions
Come Out and Play, dont le thème est la violence dans le milieu scolaire, a des sonorités arabisantes, alors que What Happened to You?, qui traite de la toxicomanie, a des accents de ska jamaïcain. Killboy Powerhead est une reprise d'un titre de The Didjits figurant sur l'album Hornet Piñata (1990). Bad Habit a pour thème la rage routière, Gotta Get Away la pression que ressentait Dexter Holland pour terminer l'album dans le temps imparti et Self Esteem traite d'une relation dans laquelle le garçon est malmené par sa petite amie car il n'a pas assez d'amour-propre pour lui tenir tête.

### Titre et pochette
Le titre de l'album, Smash (« briser / fracasser » en anglais), est aussi celui de sa dernière chanson. Dans les paroles de celle-ci se trouve l'explication du titre : « Smash is the way you feel all alone, Like an outcast you're out on your own, Smash is the way you deal with your life » (« Briser est ta façon de te sentir seul, comme un exclu tu ne peux compter que sur toi-même, fracasser est ta façon de gérer ta vie »), ces paroles constituant « un résumé et un culte de l'aliénation qui est à la base de la culture punk ».
La pochette de l'album représente un squelette humain, le crâne et la partie supérieure du torse, « distordu et sinistre » vu en basse définition à travers la lumière jaune de rayons X. Elle représente le « contenu thématique sombre et nihiliste que l'on retrouve dans les chansons du disque : mort, avidité, suicide, violence, dépendance et maltraitance ».

## Postérité
Smash est crédité pour avoir permis, avec Dookie de Green Day sorti deux mois plus tôt, de ramener le punk au centre de la scène musicale pour le grand public.
Il fait partie des albums listés dans le livre Les 1001 albums qu'il faut avoir écoutés dans sa vie, qui le décrit comme mélangeant « un punk fiévreux et un rock puissant » et « bardé de mélodies contagieuses ». Le magazine Kerrang! le classe en 1998 à la 54e place de ses 100 albums à écouter avant de mourir et en 2006 à la 5e place des meilleurs albums de punk de tous les temps. En 2014, Loudwire le place 4e de sa liste des meilleurs albums de rock de l'année 1994 et, en 2015, 18e de sa liste des meilleurs albums de punk de tous les temps. Toujours en 2014, New Musical Express le cite dans sa liste des 20 meilleurs albums de pop punk. La même année, le magazine Rock Sound le classe en 6e position de sa liste des 51 meilleurs albums de pop punk de tous les temps.

## Fiche technique

### Liste des chansons
Toutes les paroles sont écrites par Dexter Holland sauf mention contraire, toute la musique est composée par The Offspring.
| 1.  | Time to Relax           |             | 0:25  |
| 2.  | Nitro (Youth Energy)    |             | 2:27  |
| 3.  | Bad Habit               |             | 3:43  |
| 4.  | Gotta Get Away          |             | 3:52  |
| 5.  | Genocide                |             | 3:33  |
| 6.  | Something to Believe In |             | 3:17  |
| 7.  | Come Out and Play       |             | 3:17  |
| 8.  | Self Esteem             |             | 4:17  |
| 9.  | It'll Be a Long Time    |             | 2:43  |
| 10. | Killboy Powerhead       | The Didjits | 2:02  |
| 11. | What Happened to You?   |             | 2:12  |
| 12. | So Alone                |             | 1:17  |
| 13. | Not the One             |             | 2:54  |
| 14. | Smash                   |             | 10:42 |

La dernière chanson, Smash, se termine après 2:52, après quoi apparaissent trois morceaux cachés : un speech de fin en écho à l'intro Time To Relax, un extrait de l'intro de Change The World (qui apparaîtra sur l'album Ixnay on the Hombre), et une variation instrumentale acoustique du thème de Come Out And Play.

### Crédits
| - Dexter Holland : chant, guitare rythmique - Ron Welty : batterie, chœurs - Greg K : basse, chœurs - Noodles : guitare solo, chœurs | - Thom Wilson : producteur, ingénieur du son - Ken Paulakovich : ingénieur du son - Eddy Schreyer : mastering - Fred Hidalgo et Kevin Head : design pochette - Lisa Johnson : photographie |

## Classements et certifications
Classements album
| Pays             | Durée du classement | Meilleur classement |
| ---------------- | ------------------- | ------------------- |
| Allemagne        | 50 semaines         | 4e                  |
| Australie        | 61 semaines         | 1er                 |
| Autriche         | 40 semaines         | 2e                  |
| Belgique (W)     | 38 semaines         | 2e                  |
| Belgique (V)     | 33 semaines         | 2e                  |
| Canada           | 63 semaines         | 3e                  |
| États-Unis       | 101 semaines        | 4e                  |
| Finlande         | 13 semaines         | 2e                  |
| France           | 53 semaines         | 4e                  |
| Norvège          | 29 semaines         | 8e                  |
| Nouvelle-Zélande | 40 semaines         | 6e                  |
| Pays-Bas         | 53 semaines         | 5e                  |
| Royaume-Uni      | 39 semaines         | 21e                 |
| Suède            | 44 semaines         | 3e                  |
| Suisse           | 38 semaines         | 3e                  |

Certifications
| Pays                      | Ventes      | Certification | Date       |
| ------------------------- | ----------- | ------------- | ---------- |
| Australie (ARIA)          | 280 000 +   | 4 × Platine   | 1997       |
| Autriche (IFPI Austria)   | 25 000 +    | Or            | 06/06/1995 |
| Belgique (BEA)            | 50 000 +    | Platine       | 1995       |
| Canada (CRIA)             | 600 000 +   | 6 × Platine   | 12/01/1996 |
| États-Unis (RIAA)         | 6 000 000 + | 6 × Platine   | 03/05/2000 |
| Japon (RIAJ)              | 200 000 +   | Platine       | 2003       |
| Norvège (IFPI Norway)     | 25 000 +    | Or            | 1995       |
| Nouvelle-Zélande (RMNZ)   | 15 000 +    | Platine       | 09/07/1995 |
| Royaume-Uni (BPI)         | 300 000 +   | Platine       | 22/07/2013 |
| Suède (GLF)               | 100 000 +   | Platine       | 1995       |
| Suisse (IFPI Switzerland) | 50 000 +    | Platine       | 2001       |

### Classements singles
| Date | Single            | Chart                  | durée du classement | Position |
| ---- | ----------------- | ---------------------- | ------------------- | -------- |
| 1994 | Come Out and Play | Mainstream Rock Tracks | 26 semaines         | 10e      |
| 1994 | Come Out and Play | Alternative Songs      | 26 semaines         | 1er      |
| 1994 | Come Out and Play | UK Singles Chart       | 1 semaine           | 98e      |
| 1994 | Come Out and Play | ARIA Charts            | 29 semaines         | 8e       |
| 1994 | Come Out and Play | RPM Top Singles        | 9 semaines          | 43e      |
| 1994 | Come Out and Play | Sverigetopplistan      | 15 semaines         | 23e      |
| 1995 | Come Out and Play | Top 100                | 27 semaines         | 14e      |
| 1995 | Come Out and Play | Mega Top 50            | 4 semaines          | 32e      |

| Date | Single      | Chart              | durée du classement | Position |
| ---- | ----------- | ------------------ | ------------------- | -------- |
| 1994 | Self Esteem | Rock Tracks        | 26 semaines         | 7e       |
| 1994 | Self Esteem | Alternative Songs  | 26 semaines         | 4e       |
| 1995 | Self Esteem | Single Top 100     | 28 semaines         | 4e       |
| 1995 | Self Esteem | ARIA Charts        | 16 semaines         | 6e       |
| 1995 | Self Esteem | Ö3 Austria Top 40  | 19 semaines         | 4e       |
| 1995 | Self Esteem | (W) Ultratop       | 23 semaines         | 8e       |
| 1995 | Self Esteem | (V) Ultratop       | 27 semaines         | 7e       |
| 1995 | Self Esteem | RPM Top Singles    | 13 semaines         | 34e      |
| 1995 | Self Esteem | Top 100            | 25 semaines         | 20e      |
| 1995 | Self Esteem | VG-lista           | 25 semaines         | 1er      |
| 1995 | Self Esteem | RMNZ Singles Top40 | 1 semaine           | 39e      |
| 1995 | Self Esteem | Mega Top 50        | 18 semaines         | 4e       |
| 1995 | Self Esteem | UK Singles Chart   | 3 semaines          | 37e      |
| 1995 | Self Esteem | Sverigetopplistan  | 30 semaines         | 1er      |

| Date | Single         | Chart             | durée du classement | Position |
| ---- | -------------- | ----------------- | ------------------- | -------- |
| 1995 | Gotta Get Away | Rock Tracks       | 23 semaines         | 15e      |
| 1995 | Gotta Get Away | Alternative Songs | 20 semaines         | 6e       |
| 1995 | Gotta Get Away | Ö3 Austria Top 40 | 6 semaines          | 36e      |
| 1995 | Gotta Get Away | (W) Ultratop      | 7 semaines          | 21e      |
| 1995 | Gotta Get Away | (V) Ultratop      | 7 semaines          | 28e      |
| 1995 | Gotta Get Away | VG-lista          | 1 semaine           | 18e      |
| 1995 | Gotta Get Away | Mega Top 50       | 4 semaines          | 33e      |
| 1995 | Gotta Get Away | UK Singles Chart  | 2 semaines          | 43e      |
| 1995 | Gotta Get Away | Sverigetopplistan | 6 semaines          | 26e      |